# Laura Dijkema
Laura Dijkema (* 18. Februar 1990 in Assen) ist eine niederländische Volleyballspielerin.

## Karriere
Dijkema begann ihre Karriere bei Smash Beilen. Anschließend spielte sie bei DOK Dwingeloo, ehe sie zum deutschen Verein SCU Emlichheim wechselte. Nach ihrer Rückkehr in die Niederlande war sie zunächst bei Abiant Lycurgus Groningen aktiv. 2010 gewann die Zuspielerin mit dem TVC Amstelveen das nationale Double aus Meisterschaft und Pokal. Im gleichen Jahr kam Dijkema, die mit den Junioren Platz sechs der U19-WM erreicht hatte, erstmals in der A-Nationalmannschaft zum Einsatz. Bei der Weltmeisterschaft in Japan war sie als Ersatz für Kim Staelens ebenso dabei wie bei der Europameisterschaft 2011.
Nach der Europameisterschaft kam Dijkema zum deutschen Bundesligisten VfB 91 Suhl. 2012/13 spielte sie beim Ligakonkurrenten USC Münster. Danach wechselte sie in die Türkei zu Halkbank Ankara.
Nach einer Saison kehrte Dijkema zurück in die Bundesliga und spielte für den Dresdner SC. 2015 und 2016 konnte sie zu dessen Titelverteidigung der deutschen Meisterschaft erfolgreich beitragen. 2016 wurde sie mit dem Dresdner SC weiterhin deutsche Pokalsiegerin. Im Mai 2016 gab der Dresdner SC den Abgang von Dijkema bekannt.